# Mairimashita! Iruma-kun
Mairimashita! Iruma-kun (魔入りました！入間くん lit. ¡Bienvenido a la escuela demoníaca! Iruma-kun?) es una serie de manga escrita e ilustrada por Osamu Nishi. Es serializada en la revista Shukan Shōnen Champion desde el 2 de marzo de 2017, siendo recopilada en cuarenta y cuatro volúmenes tankōbon. Una adaptación a serie de anime producida por Bandai Namco Pictures se emitió del 5 de octubre de 2019 al 7 de marzo de 2020, la serie es licenciada por Crunchyroll. El 9 de marzo de 2020 se confirmó una segunda temporada, la cual comenzó a transmitirse el 17 de abril de 2021. La tercera temporada se estrenó en octubre de 2022.

## Sinopsis
El manga sigue la vida de Iruma Suzuki, un humano que comienza a asistir a la escuela demoníaca Babyls después de que sus padres lo vendieran al director de la escuela de demonios. Allí rápidamente se hace amigo de los demonios Alice Asmodeus, Clara Valac y Ameri Azazel. Todo el tiempo, Iruma debe ocultar su condición de humano mientras vive en el mundo de los demonios, aunque también llega a sobresalir por las situaciones que se le puedan presentar. Opera es el asistente del demonio que lo compró, el cual lo hizo porque quería un nieto y no tenía hijos ni esposa, y ya era demasiado viejo para tenerlos. Cabe aclarar que antes de que Iruma terminara allí era maltratado por sus padres y sus supuestos amigos, mientras que él no podía ni puede todavía negarse a nada de lo que le pidiera cualquier persona o demonio.

## Personajes

### Protagonistas
Iruma Suzuki (鈴木入間 Suzuki Iruma?)
 Seiyū: Ayumu Murase, Diego Becerril (español latino)
Iruma es un humano de 14 años que fue vendido a un poderoso demonio por sus padres. Ahora reside en el mundo de los demonios, asiste a la escuela demoníaca Babyls y tiene que ocultar el hecho de que es un humano a sus compañeros y maestros. Su rango inicial era el más bajo, pero fue subiendo conforme avanzaba en sus habilidades de la siguiente manera: Aleph (1) → Beth (2) → Gimel (3) → Daleth (4) → Hé (5). Por naturaleza, él nunca puede negarse a alguna petición, llevándolo incluso a  meterse en problemas por algunas peticiones peligrosas que le piden. Las palabras que más le afectan en este sentido son: "por favor", "ayuda" y "te lo ruego". Aunque es del mundo humano, es una persona luchadora que vivió una vida no tan libre de problemas, además de que casi no tenía relación con sus padres despreocupados: les ganó el egoísmo, y le vendieron a su único hijo al demonio Sullivan. Cuando el búho de los rangos estaba determinando los rangos de cada estudiante, a Iruma le dio un "anillo glotón", el que puede absorber, almacenar y liberar poder mágico. Lo usa cuando necesita hacer cantos mágicos, pero cree que confiar en este poder mágico puede ser un obstáculo.
Al ser humano, no posee un "Ciclo de Maldad" como el resto de los demonios, pero Alikred, el ser que reside en el anillo glotón, le indujo uno, el cual cambia completamente la personalidad de Iruma a la de alguien arrogante, seguro de sí mismo y ambicioso, logrando con esto obtener la legendaria aula "Royal One", la cual es la usada para educar a aspirantes a Rey Demonio.
Alice Asmodeus (アスモデウス・アリス Asumodeusu Arisu?)
 Seiyū: Ryōhei Kimura, Elliot Leguizamo (español latino)
Es un joven hermoso que respeta la disciplina además de ser el mejor alumno de su clase en Babyls. Su especialidad es "manipular llamas libremente". Su rango y poder exceden los de la mayoría de los estudiantes de primer año. Durante muy poco tiempo fue antagónico, pero luego se convirtió en el primer y más cercano amigo de Iruma. Cuando invocaron familiares, él invocó a un "Gorgon Snake".
Al principio, odiaba a Iruma, quien asumió el cargo de representante de primer año, pero como resultado de ser derrotado por completo en la batalla que solicitó a Iruma, comenzó a tenerle admiración y siempre lo llamó "Iruma-sama". Generalmente es muy tranquilo y templado, pero cuando Iruma está involucrado en algún tema, se vuelve más emocional, llegando inclusive a pelear con Clara para poder tener la atención de Iruma.
Clara Valac (ウァラク・クララ Waraku Kurara?)
 Seiyū: Ayaka Asai, Azucena Estrada (español latino)
Es una alumna de la misma clase que Iruma y es la segunda amiga que hizo él. Su rango es Daleth (4). La habilidad familiar con la que cuenta es "Toy Toy". Debido a que es famosa por crear bastantes desastres, no puede ser acompañada por otros estudiantes en la escuela, solo se le acercaban aquellos que se aprovechaban de su habilidad familiar para obtener distintas comidas con la promesa de que jugarían con ella cuando les diera las cosas. Iruma y Asmodeus son los únicos que se juntan con ella sin que reciban cosas a cambio, por lo que los considera como sus mejores amigos. Después de hacerse su amiga, a Iruma lo llama "Irumachi", y a Asmodeus lo llama "Azz-azz". Su comportamiento a veces es incomprensible, pero con una idea flexible y un pensamiento que no está limitado por el sentido común. 
Ameri Azazel (アザゼル・アメリ Azazeru Ameri?)
 Seiyū: Saori Hayami, Romina Marroquín Payró (español latino)
Es la presidenta del consejo estudiantil de la escuela demoníaca Babyls. Su rango es Vau (6). Aunque es digna y tiene un comportamiento noble, es una chica que en secreto es fanática del mundo humano. En un momento, sospechó sobre la entrada de las plantas que no existen en el mundo de los demonios sino que solo aparecen en el mundo humano, por lo que se le ocurrió leer y explicar las situaciones que estaban pasando con un manga, solo que no puede leer esos mangas que tiene guardados debido a que están escritos en un idioma humano, por lo que solo se guía con las ilustraciones que tienen. Sospechaba de que Iruma era un humano, y para comprobarlo, lo instó a que le leyera los mangas en secreto, provocando que se interese más por estas historias que por la naturaleza de Iruma. Al descubrir un paralelismo entre los mangas y su relación con Iruma, además de contemplar su personalidad dulce y amable, se enamoró perdidamente de él, aunque no lo reconozca públicamente.
Sullivan (サリバン Sariban?)
 Seiyū: Takaya Kuroda, Gerardo Reyero (español latino)
Es el abuelo adoptivo de Iruma y el director de la escuela demoníaca  Babyls. Es uno de los demonios más poderosos e influyentes de la sociedad, y es un posible candidato a nuevo Rey Demonio. Él aprovechó la oportunidad que le dieron los padres de Iruma para comprarles a su hijo y poder hacerlo su nieto para así poder llenar el vacío que sentía cada que iba a alguna reunión y sus amigos le decían cosas sobresalientes de sus nietos.
Opera (オペラ Opera?)
 Seiyū: Mitsuki Saiga, Eduardo Martínez (español latino)
Tiene una apariencia con trenzas y orejas de gato, aunque se desconoce su género. Suele ser frío e inexpresivo, pero tiene un lado decente. Sus orejas de gato expresan más sus emociones que las expresiones faciales que pueda llegar a tener. Al principio, sospechaba de la adopción de Iruma, pero aun así no fue despedido por Sullivan y pudo darle varios consejos a Iruma. A pesar de su apariencia, es terriblemente poderoso, llegando a intimidar frecuentemente y por diversión al profesor Kalego, ya que ambos fueron compañeros en Babyls durante su juventud.

### Clase de inadaptados
Kalego Naberius (ナベリウス・カルエゴ Naberiusu karuego?)
 Seiyū: Daisuke Ono, Dafnis Fernández (español latino)
Es uno de los más prestigiosos profesores de la Academia Babyls, siendo el principal profesor de la clase de Inadaptados a la que pertenecen Iruma, Alice y Clara. Su rango es Keto (8). Odia la soltura que llega a tener Sullivan, pero no puede contradecirlo ya que es el director de la escuela. Es uno de los maestros de Iruma. En la prueba de invocación de familiares, Iruma lo invoca por error, por lo que esto le provoca un shock y se desmaya debido a la impresión. En su juventud fue compañero de Opera, el cual siempre lo aborda afectivamente aunque Kalego le teme por su abrumador poder.
Sabnock Sabro (サブノック・サブロ Sabunokku Saburo?)
 Seiyū: Takuya Satō, Jaime Alberto Reyes (español latino)
Es un feroz demonio de sangre que pretende ser el Rey Demonio que ha estado "vacante" durante cientos de años en el Mundo Demonio. Es compañeros de clase de Iruma en la clase de problemáticos. A pesar de que Iruma le salvó la vida, le dijo que sería su rival. Genera armas mordiendo unos colgantes de metal.
Ix Elizabetta (イクス・エリザベッタ Ikusu Erizabetta?)
 Seiyū: Kaede Hondo, Erika Ugalde (español latino)
Esta en la misma clase Problemática con Iruma. Es una hermosa mujer demonio con una personalidad decente. Su hablilidad es la de atraer hombres por su apariencia y con magia. Suele aconsejar románticamente a Clara, Ameri y Keroli.
Keroli Crocell (クロケル・ケロリ?) / Kuromu (くろむ Kuromu?)
 Seiyū: Nao Tōyama
Compañera de Iruma, que se muestra muy tímida y retraída, usando unas grandes gafas. Lo que nadie sabe es que en realidad es la Demo-Idol Kuromu, adquiriendo una personalidad totalmente opuesta, sus conciertos en vivo se agotan de inmediato las entradas a los mismos. Tiene absoluta confianza en su ternura.Tiene la habilidad del hielo,pero el usarla la deja agotada
Andro M. Jazz (アンドロ・Ｍ・ジャズ Andoro M Jazu?)
 Seiyū: Tetsuya Kakihara
Es estudiante en la escuela demoníaca "Babyls" y está en la clase problemática junto con Iruma. Cuenta con una rapidez bastante brillante en sus manos, pues puede quitarle las cosas a los demás sin que lo noten.
Shax Reed (シャックス・リード Shakkusu Rīdo?)
 Seiyū: Yoshio Yamatani
El asiste a la escuela demoníaca "Babyls" y está en la clase problemática junto con Iruma. Es un amante de los juegos. Casi siempre se lo ve sentado, apoyándose sobre su cola demoníaca. Su habilidad es robar los sentidos de otro ser por un período de tiempo
Caim Kamui (カイム・カムイ Kaimu Kamui?)
 Seiyū: Takehito Sugawara, Manuel Pérez (español latino)
El asiste a la escuela demoníaca "Babyls" y está en la clase problemática. Puede parecer un personaje cortés y caballeroso, pero es lo suficientemente abierto como para mostrar su verdadero lado pervertido ante todos. Comprende todos los idiomas hablados dentro del mundo demoníaco, lo que le permite también comunicarse y controlar bestias.
Agares Picero (アガレス・ピケロ Agaresu Pikero?)
 Seiyū: Takuto Yoshinaga
El asiste a la escuela demoníaca "Babyls" y está en la clase problemática. Siempre aparece en su nube porque siempre tiene sueño. Controla los suelos, lo que le permite detectar presencias y manipular los elementos que considere un piso, o más bien,lo que considere una cama.
Gaap Goemon (ガープ・ゴエモン Gāpu Goemon?)
 Seiyū: Takuto Yoshinaga, Ricardo Bautista (español latino)
Es alumno de la escuela demoníaca "Babyls" y está en la clase problemática. Para hablar usa un acento japonés tradicional. Su habilidad es generar espadas de viento y usarlas como arma o como generadoras de ráfagas.
Allocer Schneider (アロケル・シュナイダー Arokeru Shunaidā?)
 Seiyū: Jun'ichi Toki, Gustavo Melgarejo (español latino)
Es alumno de la escuela demoníaca "Babyls" y está en la clase problemática. Contrariamente a su aspecto deslumbrante, es un genio, siendo quizá el más inteligente de Babyls. Además tiene la habilidad de transformarse en otras personas.
Soi Purson (パーソン・ソイ Pāson Soi?)
Es también compañero de Iruma, que en las primeras partes de la obra aparece prácticamente inadvertido. Su habilidad es la de desvanecerse y pasar desapercibido. Tiene una gran habilidad con la trompeta,que toca a modo de alarma en la escuela. Lo conocen como el duendecillo

### Otros
Susie Strath (ストラス・スージー Strath Susie?)
 Seiyū: Satomi Arai, Erika Langarica (español latino)
Es la profesora de biología mágica, es una maestra con una personalidad suave. A menudo trabaja y presenta eventos como actuaciones de división y festivales de cosecha.
Eiko (エイコ Eiko?)
 Seiyū: Haruna Asami (seiyu)
Es una demonio mujer, además de que asiste a la escuela "Babyls". Desde que Iruma la ayudó en la ceremonia de entrada, cuando evitó que Asmodeus le hiciera daño en la pelea que tuvieron, ha estado enamorada en secreto de Iruma.
Ami Kirio (アミィ・キリヲ Amyi kiriwo?)
 Seiyū: Ryota Osaka, José Ángel Torres (español latino)
Es un demonio física y mágicamente débil. A pesar de ser un estudiante de último año en la Escuela de Demonios de Babyls, solo es de rango 2 (Beth). Espera desarrollar herramientas que ayuden a otros demonios débiles como él, para que puedan ser tratados de manera justa, Pero solo es una coartada para esconder su fetiche con las caras de desesperacion. Es de los pocos demonios que saben que Iruma es humano.
Zagan Johnny Western (ザガン・ジョニー・ウエスタン Zagan jonī uesutan?)
 Seiyū: Takuya Eguchi, Carlos Enrique Bonilla (español latino)
Es miembro del consejo estudiantil. Está orgulloso del trabajo del consejo estudiantil y ayuda a Amelie.
Kimaris Quichelite (キマリス・キッシュライト Kimarisu kisshuraito?)
 Seiyū: Taku Yashiro, Tommy Rojas (español latino)
Es miembro del consejo estudiantil. Además de que va en el mismo grado que Johnny.

## Media

### Manga
Mairimashita! Iruma-kun se estrenó en marzo de 2017 está escrito e ilustrado por Osamu Nishi. El primer volumen recopilatorio se lanzó el 7 de julio del mismo año en la Weekly Shōnen Champion. El manga actualmente consta de 44 volúmenes tankōbon.
| Volúmenes de manga publicados | Volúmenes de manga publicados | Volúmenes de manga publicados |
| Número                        | Fecha de publicación          | ISBN                          |
| ----------------------------- | ----------------------------- | ----------------------------- |
| 1                             | 7 de julio de 2017            | ISBN 978-4-253-22516-8        |
| 2                             | 6 de octubre de 2017          | ISBN 978-4-253-22517-5        |
| 3                             | 8 de diciembre de 2017        | ISBN 978-4-253-22518-2        |
| 4                             | 8 de febrero de 2018          | ISBN 978-4-253-22519-9        |
| 5                             | 8 de mayo de 2018             | ISBN 978-4-253-22520-5        |
| 6                             | 6 de julio de 2018            | ISBN 978-4-253-22548-9        |
| 7                             | 7 de septiembre de 2018       | ISBN 978-4-253-22549-6        |
| 8                             | 8 de noviembre de 2018        | ISBN 978-4-253-22550-2        |
| 9                             | 8 de febrero de 2019          | ISBN 978-4-253-22559-5        |
| 10                            | 8 de abril de 2019            | ISBN 978-4-253-22560-1        |
| 11                            | 7 de junio de 2019            | ISBN 978-4-253-22891-6        |
| 12                            | 6 de septiembre de 2019       | ISBN 978-4-253-22892-3        |
| 13                            | 8 de octubre de 2019          | ISBN 978-4-253-22893-0        |
| 14                            | 6 de diciembre de 2019        | ISBN 978-4-253-22894-7        |
| 15                            | 8 de enero de 2020            | ISBN 978-4-253-22895-4        |
| 16                            | 8 de abril de 2020            | ISBN 978-4-253-22896-1        |
| 17                            | 8 de junio de 2020            | ISBN 978-4-253-22897-8        |
| 18                            | 8 de septiembre de 2020       | ISBN 978-4-253-22898-5        |
| 19                            | 8 de diciembre de 2020        | ISBN 978-4-253-22899-2        |
| 20                            | 8 de marzo de 2021            | ISBN 978-4-253-22900-5        |
| 21                            | 8 de abril de 2021            | ISBN 978-4-253-22911-1        |
| 22                            | 6 de junio de 2021            | ISBN 978-4-253-22913-5        |
| 23                            | 8 de agosto de 2021           | ISBN 978-4-253-22914-2        |
| 24                            | 8 de noviembre de 2021        | ISBN 978-4-253-22915-9        |
| 25                            | 7 de enero de 2022            | ISBN 978-4-253-22916-6        |
| 26                            | 7 de abril de 2022            | ISBN 978-4-253-22917-3        |
| 27                            | 8 de junio de 2022            | ISBN 978-4-253-22917-3        |
| 28                            | 8 de agosto de 2022           | ISBN 978-4-253-22918-0        |
| 29                            | 6 de octubre de 2022          | ISBN 978-4-253-22919-7        |
| 30                            | 8 de diciembre de 2022        | ISBN 978-4-253-22920-3        |
| 31                            | 8 de marzo de 2023            | ISBN 978-4-253-28331-1        |
| 32                            | 8 de junio de 2023            | ISBN 978-4-253-28332-8        |
| 33                            | 6 de julio de 2023            | ISBN 978-4-253-28333-5        |
| 34                            | 7 de septiembre de 2023       | ISBN 978-4-253-28334-2        |
| 35                            | 7 de diciembre de 2023        | ISBN 978-4-253-28335-9        |
| 36                            | 7 de febrero de 2024          | ISBN 978-4-253-28336-6        |
| 37                            | 8 de abril de 2024            | ISBN 978-4-253-28337-3        |
| 38                            | 7 de junio de 2024            | ISBN 978-4-253-28338-0        |
| 39                            | 6 de septiembre de 2024       | ISBN 978-4-253-28339-7        |
| 40                            | 6 de diciembre de 2024        | ISBN 978-4-253-28340-3        |
| 41                            | 7 de febrero de 2025          | ISBN 978-4-253-28341-0        |
| 42                            | 8 de abril de 2025            | ISBN 978-4-253-28342-7        |
| 43                            | 6 de junio de 2025            | ISBN 978-4-253-28343-4        |
| 44                            | 7 de agosto de 2025           | ISBN 978-4-253-28344-1        |
| 45                            | 8 de octubre de 2025          | ISBN 978-4-253-00444-2        |

### Anime
El 7 de febrero de 2019 se anunció una adaptación de la serie de televisión de anime en la décima edición de Weekly Shōnen Champion. La serie de 23 episodios está animada por Bandai Namco Pictures y dirigida por Makoto Moriwaki, con Kazuyuki Fudeyasu manejando la composición de la serie y Akimitsu Honma componiendo la música. NHK y NHK Enterprises son los encargados de la producción. La serie se emitió del 5 de octubre de 2019 al 7 de marzo de 2020 en NHK Educational TV. Da Pump interpreta el tema de apertura de la serie "Magical Babyrinth", mientras que Yū Serizawa interpreta el tema final de la serie "Debikyū" (デ ビ き ゅ ー).
El 9 de marzo de 2020, NHK confirmó una segunda temporada de anime, la cual comenzó a transmitirse desde el 17 de abril de 2021. El personal está regresando para retomar sus funciones. Da Pump interpreta el tema de apertura de la segunda temporada "¡No! ¡No! ¡Satisfacción!", mientras que Amatsuki interpreta el tema de cierre "Kokoro Show" (ココロショータイム?).
El 18 de mayo de 2021, se anunció que Sentai Filmworks había adquirido los derechos de distribución de videos domésticos.
El 11 de septiembre de 2021, la cuenta de Twitter del anime anunció que se está desarrollando una tercera temporada. Se estrenará el 8 de octubre de 2022. Fantastics from Exile Tribe interpretará el tema de apertura "Girigiri Ride it Out" (ギリギリ Ride it out, On the Edge Ride it Out), mientras que Wednesday Campanella interpretará el tema de cierre. "Nabe Bugy®" (鍋奉行,).
El 17 de noviembre de 2024, se anunció la producción de una cuarta temporada.
El 1 de diciembre de 2022, Crunchyroll anunció que la serie había recibido un doblaje en español latino, la cual se estrenó el 19 de enero de 2023, la primera temporada, la segunda temporada (23 de marzo) y la tercera temporada (27 de julio).